# Niels Ryberg Finsen
Niels Ryberg Finsen (Torshavn, Ferojski otoci, 15. prosinca 1860. – Kopenhagen, 24. rujna 1904.), islandsko/dansko/ferojski liječnik i znanstvenik, prvi (1903.) danski dobitnik Nobelove nagrade. 
Dobio je Nobelovu nagradu za fiziologiju ili medicinu kao priznanje za doprinos u liječenju bolesti, posebno tuberkuloze kože posebnog oblika (lupus vulgaris), pomoću svjetlosnih zraka, čime je otvorio novi put u medicini. 

## Rane godine
Rođen je u Torshavnu na Ferojskim otocima, kao drugo najstarije dijete (od četvero) Hannes Steingrim Finsena i Johanne Froman koji su obje rođeni na Islandu. Obitelj se je preselila u Torshavn 1858.g. kada je otac dobio posao na Ferojskim otocima. 1864.g. kada je Nils ima četiri godine, majka mu je preminula i njegov otac oženio je majčinu rođakinju Birgitte Kirsten Formann s kojom je ima šestero djece. Niels Finsen počeo je svoje školovanje u Torshavnu. 1874.g. poslan je u dansku školu Herlufsholm, gdje je studirao i njegov brat Olaf. Za razliku od Olafa, Niels je imao dosta poteškoća za vrijeme boravka u toj školi o čemu svjedoči i izjava ravnatelja koji za Nielsa kaže da je mladić dobrog srca, ali slabih vještina i energije. Izjava stoji u potpunoj suprotnosti s njegovim kasnijim radom i istraživanjima. Kao posljedica njegovih loših ocjena upisan je u školu svoga oca u Reykjaviku 1876.g. gdje su mu se ocjene znatno poravile.

## Studij medicine
1882.g. Niels Finsen preselio se je u Kopenhagen na studij medicine na Sveučilištu u Kopenhagenu gdje je diplomirao 1890.g. Nakon diplome ostao je raditi na sveučilištu kao na anatomiji kao priprematelj sekcija (prosektor). Poslije tri godine napustio je svoje mjesto i potpuno se posvetio svojim znastvenim istraživanjima. 
1898.g. postao je profesor i 1899.g. posato je Vitez reda Dannenbrog.
Finsen Institut osnovan je 1896.g., a Nils Finsen bio je upravitelj. Kasnije je institut postao dio Sveučilišne bolnice u Kopenhagenu i trenutno (2007.g.) služi kao laboratorij za proučavanje tumora koji se specijalizirao za proteolizu. 
1889.g. Niels Finsen zaručio se s Ingeborg Balslev (1868-1963) i oženio je 29. prosinca 1892.g.

## Bolest i smrt
Od sredine 1880ih pa na dalje zdravlje Niels Finsena pogoršavalo se. Imao je simptome srčanih tegoba i bolova je od ascitesa i opće slabosti. Bolest je oslabila njegovo tijelo, ali ne i um i unatoč tome što je posljednje godine života proveo u invalidskim kolicima i dalje je nastavio doprinositi razvoju medicine.

## Značaj
Niels Finsenovo otkriće Sunčeve svjetlosti kao sredstva za terapiju određenih tipova boginja i tuberkuloze nadiđeno je otkrićem antibiotika i njegov znastveni rad djelomično je danas zaboravljen. Ipak njegova ideja da Sunčeva svjetlost određenih valnih duljina ima mogućnosti liječenja danas živi u terapiji tumora zračenjem.

## Vanjske poveznice
- Životopis - Nobel fundacije
- Niels Finsen, motor naše domišljatosti
- Opsežna životopis Niels Finsena (samo na danskom)
- Finsen Institut pri Sveučilišnoj bolnici u Kopenhagen  Arhivirana inačica izvorne stranice od 9. travnja 2009. (Wayback Machine)